# August Maus

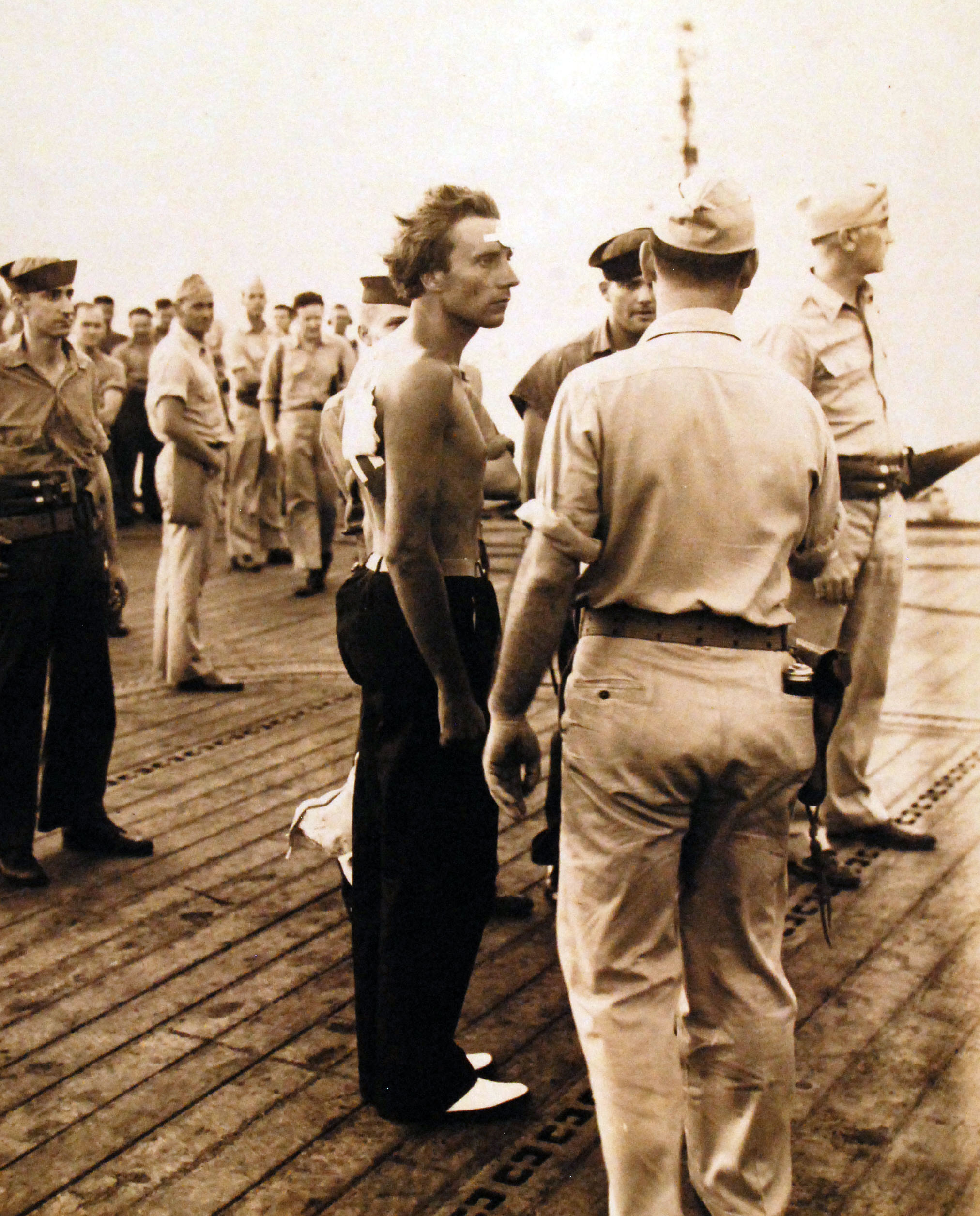
August Maus als Gefangener der US Navy an Bord von USS Core

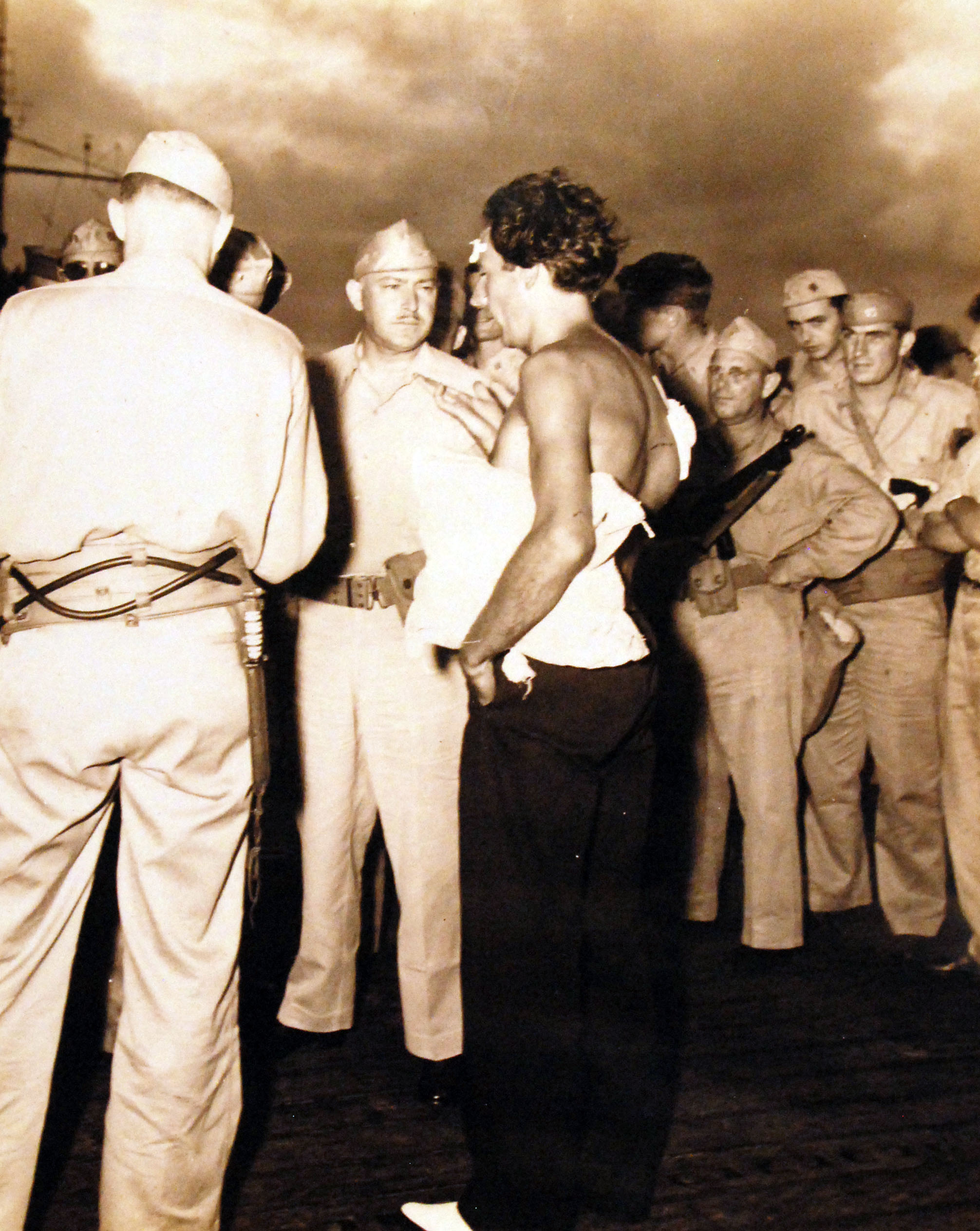
Captain M.R. Greer verhört August Maus an Bord von USS Core

Wilhelm Hugo August Maus (* 7. Februar 1915 im Gebiet des späteren Wuppertals; † 28. September 1996 in Hamburg) war ein deutscher Marineoffizier und U-Boot-Kommandant im Zweiten Weltkrieg.

## Vorkriegsjahre
Maus trat am 8. April 1934 als Seeoffiziersanwärter der Reichsmarine bei und wurde der 2. Kompanie der II. Schiffstammabteilung der Ostsee in Stralsund zur infanteristischen Grundausbildung zugeteilt. Anschließend wurde er auf das Segelschulschiff Gorch Fock versetzt, wo er seine praktische Bordausbildung begann. Am 26. September 1934 erfolgte seine Ernennung zum Seekadetten. Am 27. September 1934 wurde Maus auf den Leichten Kreuzer Emden versetzt, um dort seine Bordausbildung fortzusetzen. Auf der Emden erfolgte am 1. Oktober 1934 seine Beförderung zum Obermatrosen und am 1. Januar 1935 die zum Oberstabsmatrosen. Ab dem 27. Juni 1935 nahm Maus an der Marineschule Mürwik am Fähnrichslehrgang teil, und am 1. Juli 1935 wurde er zum Fähnrich zur See ernannt. Vom 31. März 1936 bis zum 29. Juli 1936 absolvierte er diverse Waffenlehrgänge. Seine Infanterieausbildung beendete er ebenfalls im Juli 1936 bei der II. Schiffsstammabteilung. Seine zwei Navigationsbelehrungsfahrten hatte Maus schon im August 1935 bzw. Februar 1936 an Bord der Poseidon und des Tenders Hecht absolviert.
Nach der Beendigung seines Fähnrichs-Lehrgangs erfolgte Mauses Versetzung zum Kreuzer Nürnberg, wo er seine Bordausbildung abschloss. Mit der Nürnberg war Maus anschließend an Küstensicherungsfahrten im Rahmen des Spanischen Bürgerkriegs beteiligt. Am 1. Januar 1937 avancierte er zum Oberfähnrich zur See. Nach seiner Rückkehr nach Deutschland absolvierte Maus Mitte Februar 1937 an der E-Meßschule zu Saßnitz einen E-Meßlehrgang sowie im April eine Fla-E-Meßausbildung an der Küstenartillerieschule. Hier erfolgte mit Wirkung zum 1. April 1937 seine Beförderung zum Leutnant zur See. Danach kehrte er auf die Nürnberg zurück und diente dort bis Ende Mai 1938 als Wach- und E-Meß-Offizier. Vom 3. März 1939 bis 14. Juni 1939 war Maus Adjutant im 1. Schiffsstammregiment, wo er am 1. April 1939 zum Oberleutnant zur See befördert wurde. Am 15. Juni 1939 wurde er Ausbildungsoffizier auf der Schleswig-Holstein.

## Einsatz und Zweiter Weltkrieg
Feindfahrten
U 68
1. 30. Juni 1941 bis 1. August 1941 als I. W.O.
2. 11. September 1941 bis 25. Dezember 1941 als I. W.O.

U 185
1. 27. Oktober 1942 bis 1. Januar 1943 (1 Schiff mit 5.476 BRT versenkt)
2. 8. Februar 1943 bis 3. Mai 1943 (3 Schiffe mit 20.504 BRT versenkt)
3. 5. Juni 1943 bis 24. August 1943 (5 Schiffe mit 36.781 BRT versenkt)

In dieser Funktion war Maus im Rahmen des Überfalls auf Polen am Beschuss der Westerplatte zugegen sowie im späteren Verlauf an der Anlandung von 225 Marinesoldaten. Im Verlauf des Unternehmens Weserübung schied Maus jedoch als Stammpersonal der Schleswig-Holstein aus und wechselte am 29. April 1940 zur U-Boot Waffe über, wo er zugleich einen U.T.O.-Lehrgang sowie einen U-Lehrgang für Wachoffiziere besuchte. Danach erfolgte am 22. Dezember 1940 seine Delegierung zur Baubelehrung von U 68, dessen I. Wachoffizier er am 11. Februar 1941 unter dem Kommando von Karl-Friedrich Merten wurde. Mit U 68 war Maus an zwei Feindfahrten beteiligt. Zum 1. November 1941 erfolgte hier seine Beförderung zum Kapitänleutnant. Danach verließ Maus U 68 und nahm ab dem 30. Dezember 1941 bei der 24. U-Flottille an einem Kommandanten-Schießlehrgang teil. Von 12. März April 1942 wurde er zunächst „zur Verfügung“ gehalten, um ab dem 20. April 1942 den Kommandantenlehrgang zu absolvieren. Nach dessen Beendigung erfolgte am 5. Mai 1942 seine erneute Delegierung zur Bauberatung für U 185, dessen Kommandant er am 12. Juni 1942 wurde.
Mit U 185 war Maus während dreier Feindfahrten im Südatlantik vor Nordafrika und später im Süd- und Mittelatlantik im Einsatz. Hierbei konnte er 9 Schiffe mit 62.761 BRT versenken. Am 11. August 1943 wurde U 604 von einer amerikanischen Liberator gesichtet und angegriffen. Das in der Nähe operierende U 185 konnte den Angreifer jedoch mittels Flakbeschuss abschießen und nahm anschließend 22 Überlebende (13 Mannschaften, 5 Unteroffiziere, 2 Oberfeldwebel und 2 Offiziere) von U 604 an Bord. U 604 wurde anschließend, da zu schwer beschädigt, selbst versenkt. Am 14. August 1943 übergab U 185 diese Männer an U 172, das mit Ruhr an Bord später Lorient erreichte.

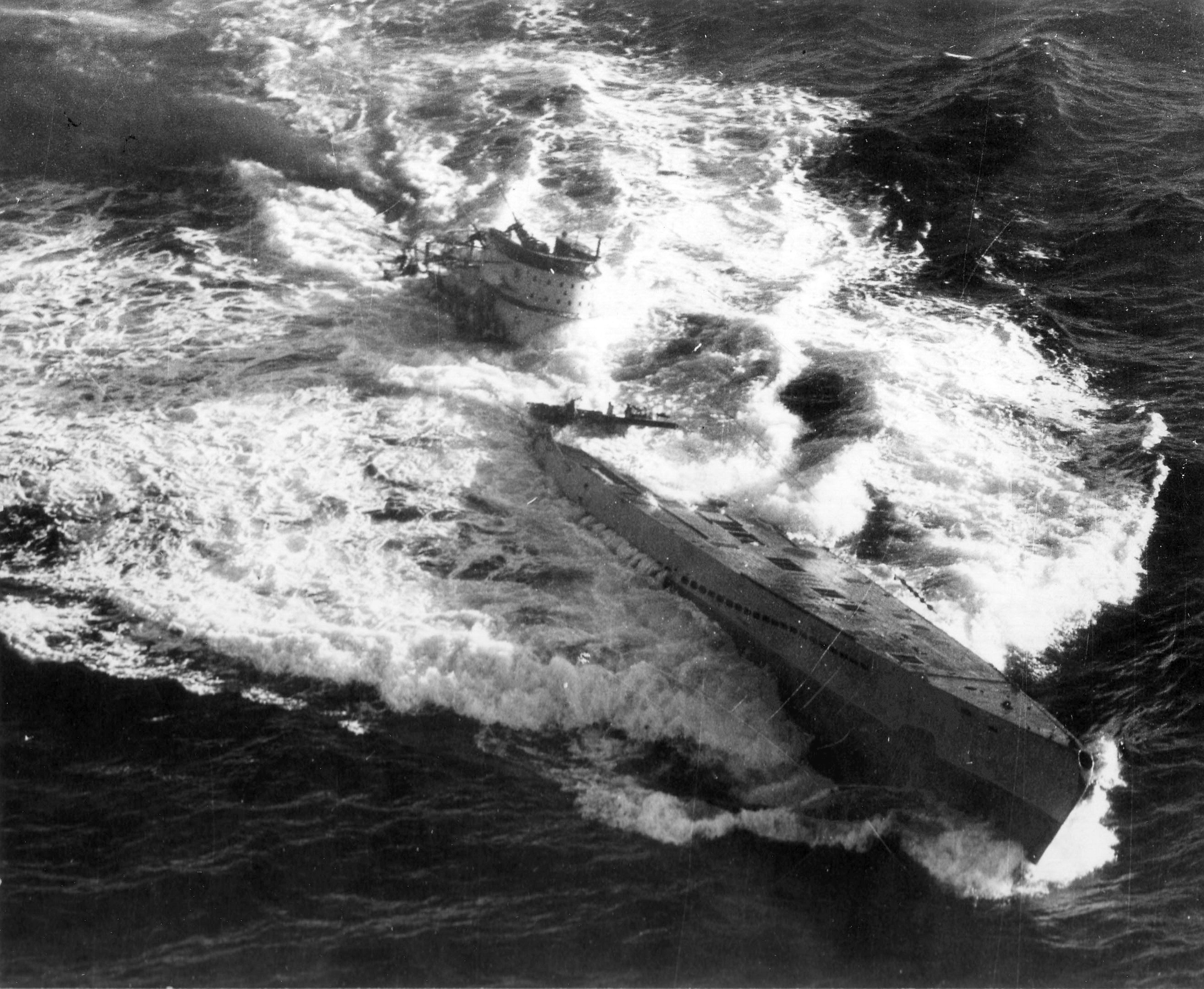
Untergang von U 185 am 24. August 1943

Anschließend nahm Maus seine Feindfahrt wieder auf, wurde jedoch wenige Tage später am 24. August 1943 durch drei Aufklärungsflugzeuge des US-Geleitflugzeugträgers USS Core gesichtet und versenkt. Dabei gab es auf U 185 43 Tote – 29 von U 185 und 14 von U 604. Die übrigen 32 Männer – 23 von U-185 und 9 von U-606 – gerieten in US-amerikanische Kriegsgefangenschaft. Zunächst wurden 36 Mann aus dem Wasser auf den Zerstörer Barker geholt, doch starben vier dort an ihren schweren Verwundungen. Kurz darauf wurden die 32 Überlebenden – unter ihnen Maus und der Erste Wachoffizier des Bootes, Leutnant zur See Hans-Otto Rieve – auf die USS Core gebracht. Am 21. September 1943 wurde Maus, der sich zu dieser Zeit bereits in Gefangenschaft befand, für seine Versenkungserfolge mit dem Ritterkreuz des Eisernen Kreuzes ausgezeichnet. Ob das Oberkommando der Marine zu diesem Zeitpunkt über die Gefangennahme von Maus und/oder den Verlust von U 185 informiert war, ist nicht mehr klärbar. Später wurden Maus und seine Leute den US-Behörden übergeben, zunächst in Crossville (Tennessee) interniert und am 27. Januar 1944 in das Kriegsgefangenenlager „Camp Papago Park“ in Arizona verlegt. Zusammen mit vier U-Boot-Kommandanten gelang ihm am 12. Februar 1944 die Flucht, doch wurden er und Friedrich Guggenberger in Tucson (Arizona) wieder eingefangen, während Jürgen Quaet-Faslem, Hermann Kottmann und Hans Johannsen erst in Mexiko ergriffen und nach Papago Park zurückgeschickt wurden. Am zweiten Ausbruchsversuch am 23. Dezember 1944 konnte er nicht selbst teilnehmen, da er verletzt war, doch half er beim Graben des Tunnels. Dieser Ausbruchsversuch („Great Papago Escape“) verlief anfangs erfolgreicher, denn 25 Gefährten, darunter Friedrich Guggenberger und Hans-Werner Kraus, gelang eine zweiwöchige Flucht. Erst sechs Kilometer vor der mexikanischen Grenze wurden sie von den amerikanischen Behörden gestellt.
1946 wurde Maus aus der Kriegsgefangenschaft entlassen und kehrte nach Deutschland zurück. Nach dem Krieg war er als Kaufmann tätig.

## Auszeichnungen
- Wehrmacht-Dienstauszeichnung IV. Klasse am 1. April 1938
- Spanienkreuz in Bronze ohne Schwerter am 5. Juni 1940
- U-Boot-Kriegsabzeichen (1939) am 26. Dezember 1941
- Flotten-Kriegsabzeichen am 9. November 1942
- Eisernes Kreuz (1939) II. und I. Klasse am 6. Oktober 1939 bzw. 5. Mai 1943
- Ritterkreuz des Eisernen Kreuzes am 21. September 1943[2]